# Anyphaena lacka
Anyphaena lacka är en spindelart som beskrevs av Norman I. Platnick 1974. Anyphaena lacka ingår i släktet Anyphaena och familjen spökspindlar. Inga underarter finns listade i Catalogue of Life.